# フジサンケイクラシック
フジサンケイクラシックは、フジサンケイグループ主催の日本のゴルフトーナメント。

## 概説
1973年、埼玉県東松山市の高坂カントリークラブにてサンケイスポーツの東京発刊10周年を記念して開催された「BVD杯フジサンケイトーナメント」が第1回大会。第2回大会以降はスポンサー名を冠さず「フジサンケイクラシック（FUJISANKEI CLASSIC）」として行われている。開始から第8回大会までは埼玉県にて開催されていた（第6回までは高坂カントリークラブ、第7・8回は東松山カントリークラブ）。
当時住友ゴム工業（ダンロップ）に勤務していた20代半ばの戸張捷が、サンケイ新聞の事業局にゴルフトーナメントの企画を提案したことに始まる。フジサンケイグループ会議議長を務めていた鹿内信隆の了解の下創設された。第1回から現在に至るまで、一貫して大会プロデュースを担当している。
1981年の第9回大会からは、世界屈指の難コースとして知られる静岡県伊東市の川奈ホテルゴルフコース 富士コースに舞台を移し、2004年まで初夏の川奈の風物詩とされた。
戸張によると、発端は当時のフジテレビ副社長で戸張の同級生でもある鹿内春雄の「戸張、これからはフジテレビらしい、もうちょっと楽しい雰囲気のトーナメントにしてくれないか。新たなコースを探してきてくれよ」という難題。鹿内春雄の「ここがいいよ。これしかない」との鶴の一声により川奈に決定した。あわせて運営主体を産経新聞社からフジテレビに移管することとなった。テレビ中継をするにあたり「海が見える景色のあるホールレイアウトを」として、「本来の15・16番を16・17番に、更に18番ホールを上り坂のコース（通常は1番ホール）とするなどの工夫を凝らし、それが様々なドラマを生み出した」と戸張は語っている。
第1回は8月開催、1974年から2004年まで5月（ゴールデンウィーク）に行われていたが、2005年からは開催時期を9月に変更した上で、山梨県南都留郡富士河口湖町の富士桜カントリー倶楽部で開催されている。これは近年の女子ツアーの人気上昇と男子ツアーの人気低迷に伴い、フジサンケイレディスクラシックを注目度の高い川奈ホテルゴルフコース 富士コースで開催したいという主催者の意向によるものである。
なお、2020年大会は新型コロナウイルス感染拡大防止対策による影響で無観客開催として行われた。しかし2025年は中居正広・フジテレビ問題の影響で開催されない可能性があったが、神奈川県川崎市本社のロピアがスポンサーとなった。同大会に冠スポンサーがつくのは前述の通り第1回大会以来となる。
2022年現在、賞金総額1億1000万円、優勝賞金2200万円。

## 歴代優勝者
| 回数   | 開催期間               | 優勝者                         | 開催コース                        |
| ------ | ---------------------- | ------------------------------ | --------------------------------- |
| 第1回  | 1973年8月9日 - 12日    | グラハム・マーシュ             | 高坂カントリークラブ              |
| 第2回  | 1974年5月9日 - 12日    | グラハム・マーシュ             | 高坂カントリークラブ              |
| 第3回  | 1975年5月8日 - 11日    | 呂良煥                         | 高坂カントリークラブ              |
| 第4回  | 1976年5月13日 - 16日   | 鈴木規夫                       | 高坂カントリークラブ              |
| 第5回  | 1977年5月19日 - 22日   | 宮本康弘                       | 高坂カントリークラブ              |
| 第6回  | 1978年5月11日 - 14日   | 島田幸作                       | 高坂カントリークラブ              |
| 第7回  | 1979年5月10日 - 13日   | 佐藤正一                       | 東松山カントリークラブ            |
| 第8回  | 1980年5月9日 - 12日    | 尾崎将司                       | 東松山カントリークラブ            |
| 第9回  | 1981年5月7日 - 10日    | 川田時志春                     | 川奈ホテルゴルフコース 富士コース |
| 第10回 | 1982年5月6日 - 9日     | 中嶋常幸                       | 川奈ホテルゴルフコース 富士コース |
| 第11回 | 1983年5月5日 - 8日     | 湯原信光                       | 川奈ホテルゴルフコース 富士コース |
| 第12回 | 1984年5月3日 - 6日     | 尾崎健夫                       | 川奈ホテルゴルフコース 富士コース |
| 第13回 | 1985年5月9日 - 12日    | マーク・オメーラ               | 川奈ホテルゴルフコース 富士コース |
| 第14回 | 1986年5月3日～6日      | 尾崎将司 (2)                   | 川奈ホテルゴルフコース 富士コース |
| 第15回 | 1987年5月7日 - 10日    | 尾崎将司 (2)                   | 川奈ホテルゴルフコース 富士コース |
| 第16回 | 1988年5月5日 - 8日     | 白浜育男                       | 川奈ホテルゴルフコース 富士コース |
| 第17回 | 1989年5月4日 - 7日     | 尾崎将司 (3)                   | 川奈ホテルゴルフコース 富士コース |
| 第18回 | 1990年5月3日 - 6日     | 尾崎将司 (3)                   | 川奈ホテルゴルフコース 富士コース |
| 第19回 | 1991年5月9日 - 12日    | 藤木三郎                       | 川奈ホテルゴルフコース 富士コース |
| 第20回 | 1992年5月7日 - 10日    | 牧野裕                         | 川奈ホテルゴルフコース 富士コース |
| 第21回 | 1993年5月6日 - 9日     | 尾崎将司 (4)                   | 川奈ホテルゴルフコース 富士コース |
| 第22回 | 1994年5月5日 - 8日     | 室田淳                         | 川奈ホテルゴルフコース 富士コース |
| 第23回 | 1995年5月4日 - 7日     | 中嶋常幸 (2)                   | 川奈ホテルゴルフコース 富士コース |
| 第24回 | 1996年5月2日 - 5日     | ブライアン・ワッツ             | 川奈ホテルゴルフコース 富士コース |
| 第25回 | 1997年5月8日 - 11日    | 久保谷健一                     | 川奈ホテルゴルフコース 富士コース |
| 第26回 | 1998年5月7日 - 10日    | カルロス・フランコ             | 川奈ホテルゴルフコース 富士コース |
| 第27回 | 1999年5月6日 - 9日     | 桧垣繁正                       | 川奈ホテルゴルフコース 富士コース |
| 第28回 | 2000年5月4日 - 7日     | 尾崎健夫                       | 川奈ホテルゴルフコース 富士コース |
| 第29回 | 2001年5月3日 - 6日     | フランキー・ミノザ             | 川奈ホテルゴルフコース 富士コース |
| 第30回 | 2002年5月9日 - 12日    | 佐藤信人                       | 川奈ホテルゴルフコース 富士コース |
| 第31回 | 2003年5月8日 - 11日    | トッド・ハミルトン             | 川奈ホテルゴルフコース 富士コース |
| 第32回 | 2004年5月6日 - 9日     | ポール・シーハン               | 川奈ホテルゴルフコース 富士コース |
| 第33回 | 2005年9月1日 - 4日     | 丸山大輔                       | 富士桜カントリー倶楽部            |
| 第34回 | 2006年8月31日 - 9月3日 | 片山晋呉                       | 富士桜カントリー倶楽部            |
| 第35回 | 2007年8月30日 - 9月2日 | 谷原秀人                       | 富士桜カントリー倶楽部            |
| 第36回 | 2008年9月4日 - 7日     | 藤島豊和                       | 富士桜カントリー倶楽部            |
| 第37回 | 2009年9月3日 - 6日     | 石川遼                         | 富士桜カントリー倶楽部            |
| 第38回 | 2010年9月2日 - 5日     | 石川遼                         | 富士桜カントリー倶楽部            |
| 第39回 | 2011年9月1日 - 4日     | 諸藤将次                       | 富士桜カントリー倶楽部            |
| 第40回 | 2012年8月30日 - 9月2日 | 金庚泰                         | 富士桜カントリー倶楽部            |
| 第41回 | 2013年9月5日 - 8日     | 松山英樹                       | 富士桜カントリー倶楽部            |
| 第42回 | 2014年9月4日 - 7日     | 岩田寛                         | 富士桜カントリー倶楽部            |
| 第43回 | 2015年9月3日 - 6日     | 金庚泰 (2)                     | 富士桜カントリー倶楽部            |
| 第44回 | 2016年9月1日 - 4日     | 趙珉珪（チョ・ミンギュ）       | 富士桜カントリー倶楽部            |
| 第45回 | 2017年8月31日 - 9月3日 | H・W・リュー（リュー・ヒョヌ） | 富士桜カントリー倶楽部            |
| 第46回 | 2018年8月30日 - 9月2日 | 星野陸也                       | 富士桜カントリー倶楽部            |
| 第47回 | 2019年9月5日 - 8日     | 朴相賢（パク・サンヒョン）     | 富士桜カントリー倶楽部            |
| 第48回 | 2020年9月3日 - 6日     | 星野陸也 (2)PO                 | 富士桜カントリー倶楽部            |
| 第49回 | 2021年9月2日 - 5日     | 今平周吾                       | 富士桜カントリー倶楽部            |
| 第50回 | 2022年9月1日 - 4日     | 大西魁斗                       | 富士桜カントリー倶楽部            |
| 第51回 | 2023年8月31日 - 9月3日 | 金谷拓実                       | 富士桜カントリー倶楽部            |
| 第52回 | 2024年8月29日 - 9月1日 | 平田憲聖                       | 富士桜カントリー倶楽部            |
| 第53回 | 2025年9月4日 - 7日     | 不明の旗                       | 富士桜カントリー倶楽部            |

## テレビ・ラジオ放送
主催者であるフジサンケイグループの地上波・BS・CS各メディアを連動させた長時間の大型生中継が行われるのが本大会の特徴である。予選ラウンドはBSフジ、CSフジテレビONEにて生中継、フジテレビ（関東ローカル）では深夜帯に録画放送される。決勝ラウンドについては午前中から午後1時半まではBSフジ、CSフジテレビONEで生中継、午後1時半から午後3時まではフジテレビ系列局及び地元局の山梨放送（日本テレビ系列局）で生中継、午後3時以降はBSフジ、CSフジテレビONEで生中継される。生中継が放送予定枠の尺に収まらない場合は、BSフジのマルチチャンネル編成を活用するなどの柔軟な番組編成がなされている。
ラジオではニッポン放送でダイジェストが録音放送される。

## エピソード

### 生中継について
現在はフジサンケイグループの地上波・BS・CS各メディアを連動させた柔軟かつ大型の生中継が実施されているが、かつては地上波フジテレビの番組編成上の都合に大きく影響されるトーナメントであった。
第35回（2007年）大会は悪天候もあり72ホールのところを54ホールに短縮して行われたが、実際には『スーパー競馬』の影響であった。かつてフジテレビのゴルフ中継は、通常16:00もしくは16:05開始で、最大17:35までとなっていた。これは、15時台が『スーパー競馬』→『みんなのケイバ』→『みんなのKEIBA』（東日本、フジサンケイクラシックの日は北海道文化放送のみ同時間帯に『KEIBAプレミア』を放送）及び『DREAM競馬』→『KEIBA BEAT』（西日本）で固定されていたからである。2007年は石川遼が当時アマチュアの資格のままながら出場したこともあり、石川人気を見越して13:25放送開始として生中継したが、競馬中継の番組編成上の都合から14:55で中継終了となっていた。
第38回（2010年）大会では、石川遼と薗田峻輔のプレーオフとなった。番組は途中から生放送に切り替え、石川が4ホール目でパーになった後に番組は終了。しかし、放送終了後、薗田がパーパットを外し優勝決定となった（フジテレビと一部地域のネット局は16:00からのハイライトで対応した）。なお、この最終日の模様は、同年9月11日にBSフジにて、本編では割愛されたプレーオフ1～3ホール目を含めた「完全版」として再放映された。
第39回（2011年）大会では、初日が中止、2日目がサスペンデッドとなり、最終日の中継に合わせるために、3日目の18ホール全員ホールアウト後、トップの成績の組を3日目にラウンド、サスペンデッドとなり、最終日に残りのホールを消化した。
第42回（2014年）大会は決勝ラウンドで、午前中はCS（フジテレビONE）、午後の序盤はBS（BSフジ）、午後終盤は地上波（最終日は上述にもある競馬中継の関係でさらにもう一度BSに迂回）でのリレー中継の体裁を取って放送。しかし最終日が濃霧による2時間21分の中断が発生し、当初の予定が大幅に遅れた影響で、午後終盤のBSフジでの中継でもおさまらなかったため、急きょ16:00-17:25の地上波の生放送が追加された。
第52回（2024年）大会では、決勝ラウンドの最終日のみ、クロスネット局のテレビ大分・テレビ宮崎・沖縄テレビ・山梨放送が24時間テレビの放送と被ったため、地元局の山梨放送は24時間テレビを優先するため。同日の深夜に録画で放送されることになった。一方で、テレビ大分・テレビ宮崎・沖縄テレビは同中継を優先するため。24時間テレビを中断する形で放送した。

### 表彰式について
表彰式における進行アナウンサーはフジテレビアナウンサーが、司会は大会ゼネラルプロデューサーの戸張捷が担当する。トロフィー及び優勝賞金のプレゼンターはフジサンケイグループ代表である日枝久大会会長が務めている。過去にはフジテレビのドラマに出演するタレントやフジテレビの女性アナウンサーが担当することもあった。
優勝者に贈られるトロフィーは、彫金家の帖佐美行作による大プレートで作品名は「悠 翔」。羽ばたく双頭の鳳凰がデザインされたものになっている。
またテレビ中継指定ホールにてホールインワンを達成した選手には賞金が基本100万円で贈られることになっているが、その大会でそれが出ない場合は次年度に繰り越される（キャリーオーバー）。最高額は、2017年の第45回大会で薗田峻輔が獲得した800万円である。

### 2011年における台風12号の影響
第39回（2011年）大会は、台風12号の影響で初日が中止、2日目・3日目がサスペンデッドとなり予選ラウンドなしの36ホールでのラウンドとなった。会場近くの富士吉田市では1日から土砂災害、浸水警戒の特記事項をつけた大雨・洪水警報が発表、さらに、雷注意報、強風注意報も発表されていた。会場でも豪雨により、中断が相次いだ。また、棄権者も続出した。
これに対して、星野英正が「ツアーは何を考えているのか。人の命を心配していないんじゃないか」と主催者とツアー機構に対して批判、谷口徹も2日目の強行開催に関して「意味が分からない」と言っている。

### 2024年における台風10号の影響
第52回（2024年）大会は、台風10号の影響で初日は雨によるコースコンディション不良のためサスペンデッドとなり、38人が第1ラウンドを終了できなかった。2日目は10時にプレーを再開し、その約1時間後に第2ラウンドも始まる中、11時48分に、再び降雨により競技は中断。第1ラウンドはアウト・インとも各最終の1組のみ、最終1ホールのプレーを残してまたいったん引き上げた。小やみの間にきゅうきょ9番、18番ホールのみ整備され、13時すぎに第1ラウンドのみ再開するとの異例の決定がされたが第2ラウンドのサスペンデッドと、54ホールの競技短縮が決定。3日目も雷雲接近のため、14時45分に中断した第2ラウンドはその後、雨が強くなり、15時23分に、降雨によるコースコンディション不良のため、3日連続のサスペンデッドが決定。このためアウトインとも10組ずつ、計54人がプレーを終えられず。最終日、第2ラウンドの残りに引き続いて実施予定だった決勝ラウンドを中止した。悪天候により、3日連続のサスペンデッドとなり、54ホールに短縮予定だった大会は36ホールで実施。規定により賞金は半額となるが、主催者の判断で賞金支払い対象選手以外にも一律10万円が支払われた。1973年のツアー制施行後、36ホールの短縮競技となったのは台風の影響を受けた2019年のブリヂストン・オープン以来、5年ぶり9度目だが、4日間日程で全日競技を始めての36ホール短縮決着はツアー制施行後初となった。